# Alég (departement)
Aleg är ett departement i Mauretanien.   Det ligger i regionen Brakna, i den sydvästra delen av landet, 290 km sydost om huvudstaden Nouakchott.